# 霍華德鎮區 (堪薩斯州拉貝特縣)
霍華德鎮區（英語：Howard Township）是位於美國堪薩斯州拉貝特縣的一個行政鎮區。

## 地方資料
霍華德鎮區的面積為111.12平方千米，當中陸地面積為110.98平方千米，而水域面積為0.14平方千米。根據2010年美國人口普查的數據，當地共有人口346人，而人口密度為每平方千米3.11人。

## 外部連結
- US-Counties.com
- City-Data.com （页面存档备份，存于）